# Danziger Moschee

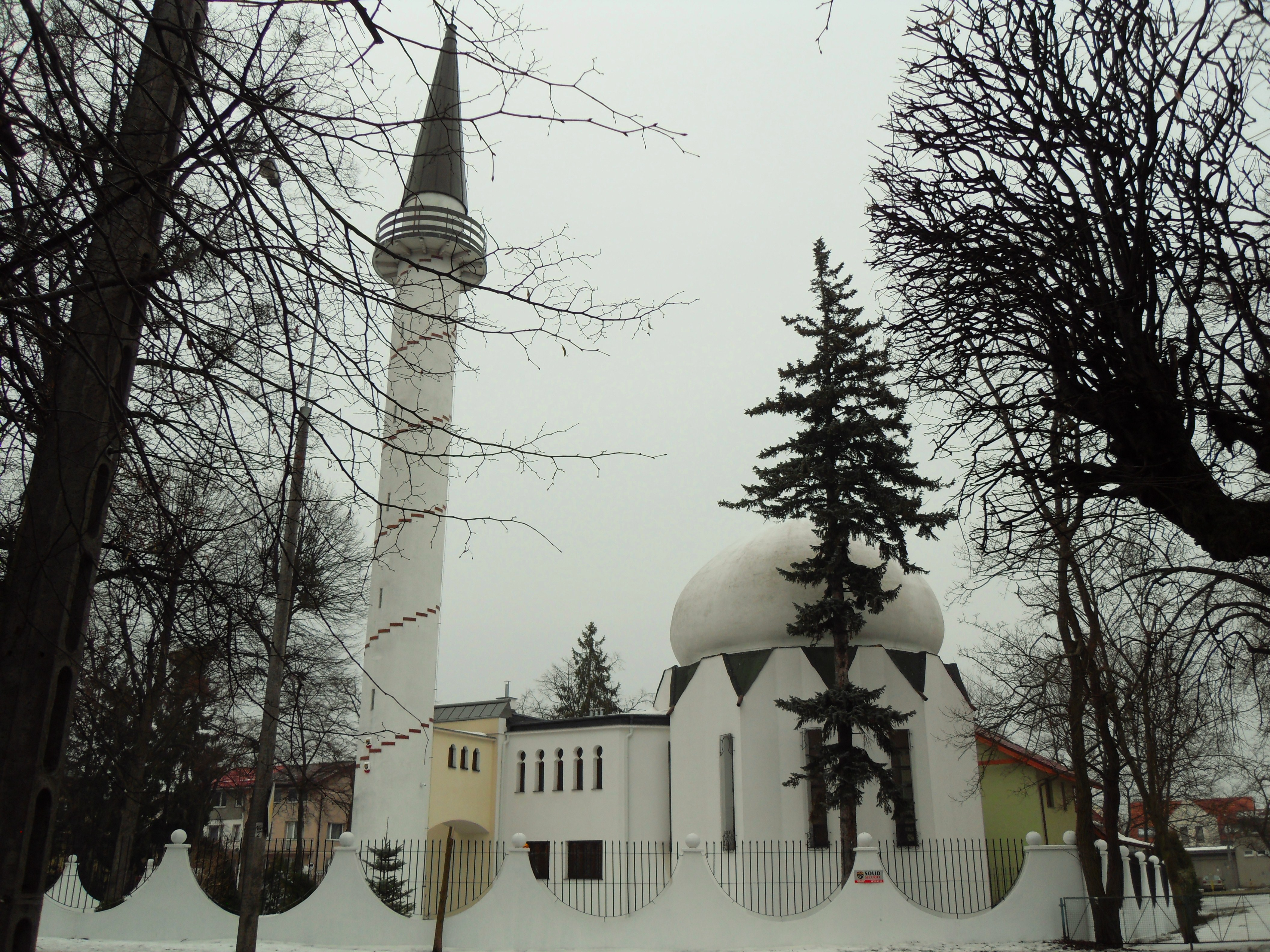
Danziger Moschee, 2014

Die Danziger Moschee ist eine sunnitische Moschee in der polnischen Hafenstadt Danzig. Sie ist die einzige Moschee in Polen, die über ein Minarett verfügt. Nachdem die Grundsteinlegung 1984 erfolgt war, wurde das Gebäude 1990 als dritte Moschee des Landes fertiggestellt. An der feierlichen Eröffnung nahmen neben muslimischen Gästen aus dem Ausland auch Tadeusz Gocłowski, Erzbischof von Danzig, sowie Lech Wałęsa, damals Vorsitzender von Solidarność und ab Dezember 1990 Staatspräsident Polens, teil. Im Oktober 2001 besichtigte Walesas Nachfolger, Staatspräsident Aleksander Kwaśniewski, die Moschee.
In den letzten Jahren verübten unbekannte Täter Vandalenakte an der Danziger Moschee, letztmals im Juli 2012 und Oktober 2013.